# Madrid de las Caderechas
Madrid de las Caderechas es una localidad del municipio burgalés de Rucandio, en la Comunidad Autónoma de Castilla y León (España). 
La iglesia está dedicada a santa Eulalia de Mérida.

## Localidades limítrofes
Confina con las siguientes localidades:
- Al este con Herrera de Valdivielso.
- Al sureste con Ojeda.
- Al sur con Rucandio.
- Al oeste con Huéspeda.

## Demografía
Evolución de la población
| Gráfica de evolución demográfica de Madrid de las Caderechas entre 2000 y 2017 |
|                                                                                |
| Población de derecho (2000-2017) según el padrón municipal del INE             |

## Historia
Así se describe a Madrid de las Caderechas en el tomo XI del Diccionario geográfico-estadístico-histórico de España y sus posesiones de Ultramar, obra impulsada por Pascual Madoz a mediados del siglo XIX:

Lugar en la provincia, diócesis, audiencia territorial y capitanía general de Burgos (9 ½ leguas), partido judicial de Villarcayo (4), y ayuntamiento titulado de la merindad de Valdivielso (2). Situado en el valle denominado Calderechas, donde goza de clima templado, sin embargo de reinar con especialidad el viento N; las enfermedades más comunes son los constipados; tiene 30 casas miserables, divididas en dos barrios casi iguales, llamados el uno Mazuela y el otro Madrid; una escuela de primera educación concurrida por 14 niños, y dotada con lo que pagan los padres de estos y además un celemín de trigo por cada uno de los vecinos que no tienen niños; dos fuentes de buenas aguas, una en cada barrio; una iglesia parroquial (Santa Eulalia), servida por un cura párroco y un sacristán; y un cementerio próximo a la misma iglesia. Confina el término N Condado; E Herrera; S Rucandio, y O Huéspeda. El terreno se divide en de secano y regadío; de este se ve poco, y es fertilizado por las aguas de las citadas fuentes que forman un arroyo; hay algo de monte poblado de pinos y encinas. Caminos: los de travesía para los pueblos limítrofes, todos muy penosos, excepto el que conduce a Oña y Bureba. Correos: la correspondencia se recibe de Poza por los mismos interesados. Producciones: trigo, alaga, legumbres y delicadas frutas; ganado lanar y cabrío en corto número; y caza de perdices y liebres. Industria: la agrícola y la fabricación de trillos, que se venden en Villarcayo, Miranda y Medina. Población: 22 vecinos, 83 almas. Capital productivo: 178.200 reales. Imponible: 13.775.
Diccionario geográfico-estadístico-histórico de España y sus posesiones de Ultramar